# Simingi
Simingi (łac. Diocesis Simingitanus) – stolica historycznej diecezji w Cesarstwie rzymskim w prowincji Afryka Prokonsularna, sufragania metropolii Kartagina. Współcześnie w Tunezji. Obecnie katolickie biskupstwo tytularne.

## Biskupi tytularni
| Lp. | Biskup                        | Funkcja                                | Od                | Do                   |
| --- | ----------------------------- | -------------------------------------- | ----------------- | -------------------- |
| 1   | Henry Joseph Kennedy          | biskup pomocniczy Brisbane (Australia) | 14 września 1967  | 6 grudnia 1971       |
| 2   | Odorico Leovigildo Sáiz Pérez | wikariusz apostolski Requena (Peru)    | 26 listopada 1973 | 14 października 2012 |
| 3   | Galo Fernández                | biskup pomocniczy Santiago (Chile)     | 1 lutego 2014     | 20 marca 2021        |
| 4   | Josef Holtkotte               | biskup pomocniczy Paderborn (Niemcy)   | 23 czerwca 2021   |                      |